# ISO/IEC 27014
ISO/IEC 27014 es una norma publicada en abril de 2013 que pertenece a la serie de normas ISO/IEC 27000. Brinda una guía sobre ideas y principios para el gobierno de la seguridad de la información a todos los tipos y tamaños de entidades.
Esta norma permite que las entidades puedan dirigir, evaluar, monitorizar y comunicar las tareas relacionadas con la seguridad de la información dentro de su entidad. 
El mandato adecuado de la seguridad de la información apoya el logro de visibilidad, agilidad, eficiencia, efectividad y cumplimiento de la norma.

## Estructura
El estándar ISO/IEC 27014 recoge los siguientes procesos de mandato utilizados por el órgano rector:
1. Evaluar
2. Dirigir
3. Monitorizar
4. Comunicar
5. Asegurar